# Regierung Anders Fogh Rasmussen III

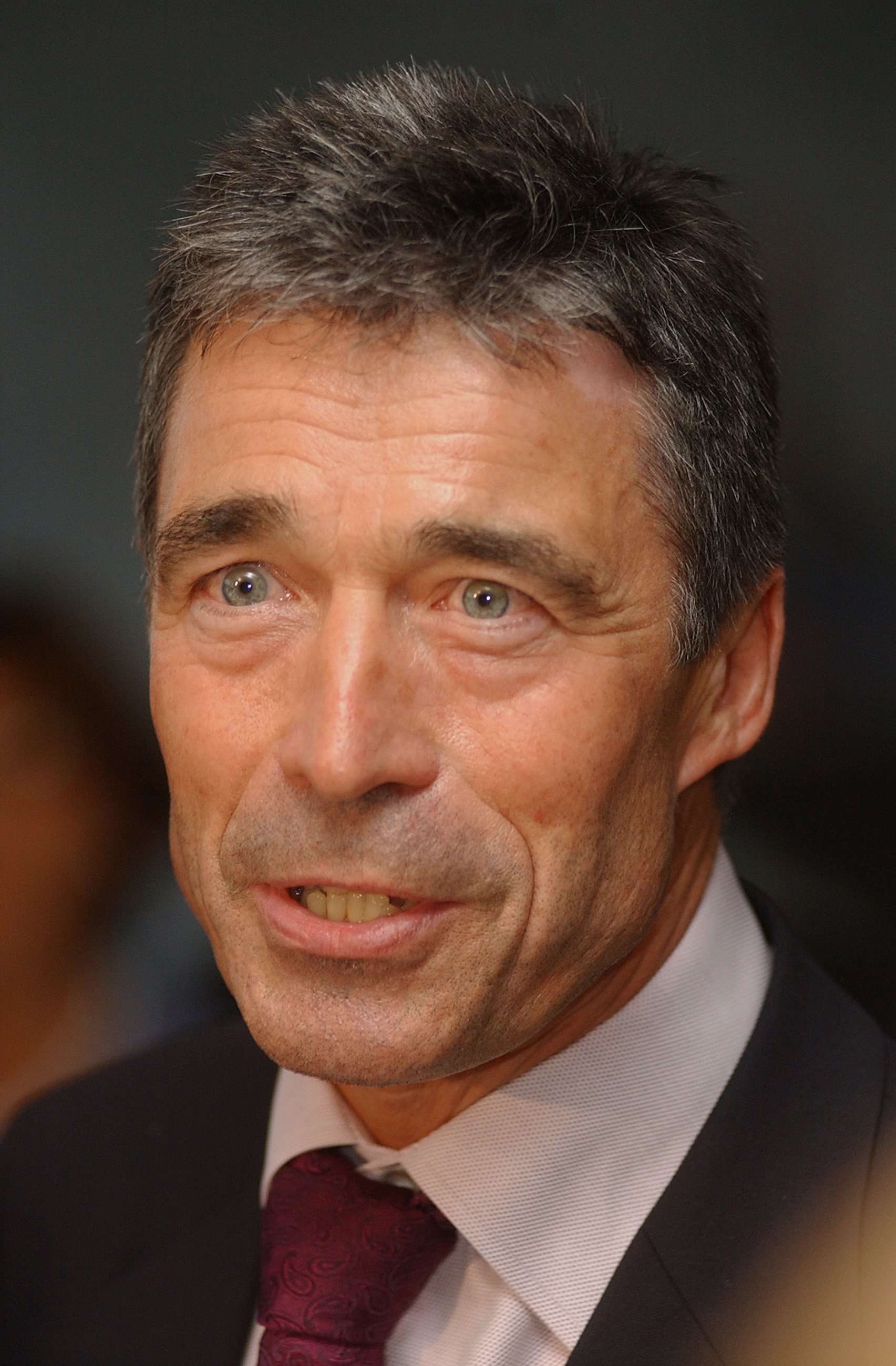
Anders Fogh Rasmussen, 2007

Die Regierung Anders Fogh Rasmussen III (dän. regeringen Anders Fogh Rasmussen III) unter Ministerpräsident Anders Fogh Rasmussen war die dänische Regierung vom 23. November 2007 bis zum 5. April 2009. Sie bestand aus der rechtsliberalen Venstre und der Konservativen Volkspartei. Amtierende Königin war Margrethe II.

## Parlamentswahl 2007
Im Anschluss an die vorgezogene Folketingswahl 2007 wurde die seit 2001 bestehende Koalition aus Rechtsliberalen und Konservativen unter Duldung der rechtspopulistischen Dansk Folkeparti fortgesetzt. Gegenüber dem Vorgängerkabinett Fogh Rasmussen II gab es einige personelle Veränderungen: Der bisherige Finanzminister Thor Pedersen wechselte auf den Posten des Parlamentspräsidenten. Er wurde durch Lars Løkke Rasmussen, zuvor Innen- und Gesundheitsminister, ersetzt. Birthe Rønn Hornbech trat als Integrations- und Kirchenministerin ins Kabinett ein.

## Spätere Veränderungen
Der Rücktritt Bendt Bendtsens als Parteichef und vom Amt des Wirtschaftsministers führte am 10. September 2008 zu einer Rochade unter den konservativen Ministern. Lene Espersen übernahm sein Ressort, Brian Mikkelsen ersetzte Espersen als Justizminister und wurde selbst durch Carina Christensen als Kulturminister beerbt. Deren bisheriges Amt im Transportministerium übernahm Lars Barfoed.
Als Ministerpräsident Anders Fogh Rasmussen für den Posten des NATO-Generalsekretärs designiert wurde, übergab er die Macht an seinen Kronprinzen in der Partei, der die Regierung Lars Løkke Rasmussen I bildete.

## Kabinettsliste
| Amt                                                         | Name                                                      | Partei       |
| ----------------------------------------------------------- | --------------------------------------------------------- | ------------ |
| Ministerpräsident                                           | Anders Fogh Rasmussen                                     | Venstre      |
| Wirtschaft, Stellvertretender Ministerpräsident             | Bendt Bendtsen ab 10. September 2008: Lene Espersen       | Konservative |
| Äußeres                                                     | Per Stig Møller                                           | Konservative |
| Finanzen                                                    | Lars Løkke Rasmussen                                      | Venstre      |
| Wohlfahrt und Gleichstellung                                | Karen Jespersen                                           | Venstre      |
| Justiz                                                      | Lene Espersen ab 10. September 2008: Brian Mikkelsen      | Konservative |
| Kultur                                                      | Brian Mikkelsen ab 10. September 2008: Carina Christensen | Konservative |
| Klima und Energie                                           | Connie Hedegaard                                          | Konservative |
| Transport                                                   | Carina Christensen ab 10. September 2008: Lars Barfoed    | Konservative |
| Gesundheit                                                  | Jakob Axel Nielsen                                        | Konservative |
| Verteidigung                                                | Søren Gade                                                | Venstre      |
| Flüchtlinge, Einwanderer und Integration, Kirchenministerin | Birthe Rønn Hornbech                                      | Venstre      |
| Umwelt                                                      | Troels Lund Poulsen                                       | Venstre      |
| Steuern                                                     | Kristian Jensen                                           | Venstre      |
| Bildung, nordische Zusammenarbeit                           | Bertel Haarder                                            | Venstre      |
| Ernährung, Landwirtschaft und Fischerei                     | Eva Kjer Hansen                                           | Venstre      |
| Wissenschaft, Technologie und Forschung                     | Helge Sander                                              | Venstre      |
| Entwicklungszusammenarbeit                                  | Ulla Tørnæs                                               | Venstre      |
| Arbeit                                                      | Claus Hjort Frederiksen                                   | Venstre      |